# 29696 Distasio
29696 Distasio este o planetă minoră (asteroid), cu un diametru de 10,388 km, din centura de asteroizi. A fost descoperită pe 16 decembrie 1998 la Observatorul Național Kitt Peak de OCA-DLR Asteroid Survey⁠(d). 
Obiectul prezintă o orbită caracterizată de o semiaxă mare de 2,8003941 UAi, o excentricitate de 0,16, o înclinație de 7,71734 ° în raport cu ecliptica.